# ブラック・ウィドウ (ナタリア・ロマノヴァ)
ブラック・ウィドウ（Black Widow, Чёрная вдова）、またはナタリア・アリアノヴナ・"ナターシャ"・ロマノヴァ（Natalia Alianovna "Natasha" Romanova）、ナターシャ・ロマノフ（Natasha Romanoff）は、マーベルコミックスが出版するコミック作品に登場する架空のスーパーヒロインである。
キャラクターはスタン・リー、ドン・リコ、ドン・ヘックによって創造され、『Tales of Suspense』第52号（1964年4月）で初登場した。キャラクターは当初はアイアンマンの敵であるロシアのスパイとして登場した。後にアメリカ合衆国に亡命し、架空の諜報機関S.H.I.E.L.D.のエージェントやスーパーヒーローチームのアベンジャーズのメンバーとなった。ファム・ファタールとしても描かれるこのキャラクターは、『コミックス・バイヤーズ・ガイド』の「コミックで最もセクシーな女性」で31位に選ばれた。

## 出版上の歴史
ブラック・ウィドウは『Tales of Suspense』第52号（1964年4月）の冒頭にて、アイアンマンの敵でコスチュームを着ていないロシアのスパイとして初登場した。それから5年後、スーパーヒーローとなり当時彼女に心酔していたホークアイを従えた。政府は後にハイテク兵器と衣裳を彼女に与えたが、最終的に『アベンジャーズ』第29号（1966年7月）にてアメリカ合衆国へ亡命した。その後はアベンジャーズと手を組み、後に16人目の正規メンバーとなった。
ブラック・ウィドウがトレードマークの黒い衣裳を着て初登場したのは『アメイジング・スパイダーマン』第86号（1970年7月）であった。『Amazing Adventures』第1-8号（1970年8月-1971年9月）ではインヒューマンズと共同で主演を務めた。最初の単独誌が終わった直後からは、『デアデビル』第81-124号（1971年11月 - 1975年8月）、『ザ・チャンピオンズ』全17号（1975年10月 - 1978年1月）に登場した。
1980年代と1990年代を通してブラック・ウィドウはアベンジャーズのメンバーとS.H.I.E.L.D.のフリーランスエージェントを兼任した。またオムニバス誌『Marvel Fanfare』第10-13号（1983年8月 - 1984年3月）で主演を務め、それらのストーリーは後に『Black Widow: Web of Intrigue』（1999年6月）に収録された。
ウィドウは他に『Solo Avengers』、『Force Works』、『アイアンマン』、『マーベル・チームアップ』などにゲスト出演している。『デアデビル』誌には1980年代半ばに登場した後、第368-371号（1997年10月 - 1998年1月）、さらに第2期シリーズ（1998年 - 継続中）にも度々ゲスト出演している。
グラフィックノベル誌『Fury/Black Widow: Death Duty』ではニック・フューリー、『Punisher/Black Widow: Spinning Doomsday's Web』ではパニッシャーと共演している。『Journey into Mystery』第517-519号で展開されたストーリー「The Fire Next Time」でも登場している。
2010年4月からはオンゴーイングシリーズ『Black Widow』誌が始まった。最初のストーリーはマージョリー・リューとダニエル・アクーニが執筆した。第6号（2010年9月）からはドゥエイン・スウィアジンスキー、マヌエル・ガルシア、ロレンツォ・ルッジェーロが執筆した。
2010年から2013年まで続いた『シークレットアベンジャーズ』全37号（2010年7月 - 2013年3月）ではレギュラーキャラクターを務めた。2013年から始まった第2期の『シークレットアベンジャーズ』では引き続いてウィドウが登場する。
2014年1月からはネイサン・エドモンドソン、フィル・ノトによる新規のオンゴーイングシリーズが始まった。

## キャラクターのバイオグラフィ

### 生い立ち
ロシアのスターリングラード（現在のヴォルゴグラード）で生まれる。ウィドウは格闘技、狙撃、スパイの訓練を積んだロシア人のエージェントであり、「ウィドウ・バイト」と呼ばれるエネルギー兵器を使う。当初は現在のようなコスチュームを身にまとっておらず、単にイブニングウェアとベールを着て登場した。後にホークアイの誘いもあってアメリカ合衆国に亡命する。
ナタリア・ロマノヴァの幼少時代に関するヒントは1970年代に『Amazing Adventures』で彼女の友人であるイワン・ペトロヴィッチによって語られる。ウィドウはペトロヴィッチによって育てられ、後に祖国に仕えることを望むようになり、スパイとしての訓練を受け始めたのであった。また別の回想では、1941年にマドリプールでペトロヴィッチがキャプテン・アメリカとミュータント兵士のローガン（後のウルヴァリン）と共にナチスのもとからナタリアを救い出す姿が描かれている。
後に改訂された設定では、ウィドウはペトロヴィッチよりもむしろソ連が行っていた「ブラック・ウィドウ・オプス」計画によって育てられたことが判明した。ペドロヴィッチは他の孤児たちと共にナタリアをデパートメントXへ連れて行き、彼女はマインドコントロールを受けて「レッドルーム」で戦闘や諜報活動の訓練を受けた。またここでバイオテクノロジーによって彼女は長寿となり、若い身体を保てるように改造された。この時期にウィンター・ソルジャーと知り合い、恋愛関係となっていた。各ブラック・ウィドウは忠誠心を維持するために偽りの記憶を植えつけられた。ロマノヴァにはバレリーナの身分が与えられた。
ロマノヴァは著名なソ連のテストパイロットであったアレクセイ・ショスタコーヴと結婚していた。しかしソビエト政府が彼をレッドガーディアンにすることを決定すると、死を偽装して引き離した。

### アベンジャーズ
ロマノヴァはファム・ファタールの役割を果たすように育った。ソ連を裏切った初代クリムゾン・ダイナモであるアントン・ヴァンコ教授を暗殺するために2代目のボリス・ツルゲネフと共に働いたのが彼女の初めてのアメリカでの任務であった。ロマノヴァのツルゲネフは計画の一部としてスターク・インダストリーズに潜入した。彼女はアメリカ政府の防衛を請け負うスタークから情報を奪おうとしたが、彼のもう1つの姿であるアイアンマンと直面する。2人はアイアンマンと交戦し、ツルゲノフのクリムゾン・ダイナモのスーツを奪って装着する。最終的にヴァンコはアイアンマンを助けるためにツルゲノフをレーザーで殺害し、自らもその爆発によって命を落とした。ロマノヴァはその後は犯罪者で弓使いのホークアイと出会い、アイアンマンと敵対させ、2人はアイアンマンと戦った。
ロマノヴァはアイアンマンを倒すために再度ホークアイと共闘した。2人はアイアンマンを寸前の所まで追い詰めたが、ロマノヴァが戦闘で負傷するとホークアイは彼女を連れて撤退した。この時期にロマノヴァはホークアイと恋に落ち始めて、ソ連への忠誠心が揺らいで亡命を考え出した。一方でホークアイはアベンジャーズへの参加を決めた。
その後彼女はレッドルームに捕らわれ、再びマインドコントロールを受け、ソーズマンと初代パワーマンと共にアベンジャーズと戦った。最終的に洗脳が溶け、後に衣裳を着てアベンジャーズへ参加した。

### S.H.I.E.L.D.とデアデビル
その後彼女は国際諜報組織S.H.I.E.L.D.でエージェントとして働いた。ニック・フューリーにより、S.H.I.E.L.D.の任務の一環で中国に派遣された彼女はアベンジャーズと共にリン大佐、ブルショフ将軍、元夫のレッドガーディアンと戦った。
サンフランシスコでマット・マードックと恋愛関係を築いていた頃、彼女は彼のもうひとつの姿であるデアデビルと共に独立したスーパーヒーローとして働いた。そこで彼女はファッションデザイナーとしての新たなキャリアを築こうとするが上手くいかなかった。マードックとの関係が停滞すると最終的に2人は別れた。

### チャンピオンズ
破局後、ウィドウはロサンゼルスへと移り、ゴーストライダー（ジョニー・ブレイズ）、ハーキュリーズ（当時恋愛関係）、元X-メンのエンジェルとアイスマンから成るスーパーヒーローチームのチャンピオンズのリーダーとなったが、チームは短命に終わった。

### シビル・ウォー以降
スーパーヒーローたちによるシビル・ウォーの際にロマノヴァはスーパーヒューマン登録法の賛成側となり、アイアンマン率いるタスクフォースのメンバーとなった。その後登録されたロマノヴァは再編されたアベンジャーズに加わった。彼女はS.H.I.E.L.D.の高ランクエージェントとなり、当時の長官であるトニー・スタークやマリア・ヒルが行動不能の際には指揮権が与えられることとなった。
その後トニー・スタークによりロマノヴァはキャプテン・アメリカの盾を安全な場所まで運ぶ仕事を頼まれるが、元恋人のバッキー・バーンズ（ウィンター・ソルジャー）により強奪される。ロマノヴァはファルコンと共にレッドスカルの手下からバッキーを救出し、ヘリキャリアーへと連れて行き、そこでスタークは彼に新しいキャプテン・アメリカになるように依頼した。その後S.H.I.E.L.D.に呼び戻されるまでの短期間、ロマノヴァはバッキーのパートナーを務めた。彼女は後にレッドスカルとの決着のために彼とファルコンに再加入し、シャロン・カーターの救出に貢献した。彼女とバッキーは関係を再開させた。またハーキュリーズの捕獲で重要な役割を果たすが、ギリシャの神への敬意もあり、彼女は彼を逃がした。スクラルによる侵略の際には残ったアベンジャーズと共に戦った。その後はまたバッキーのパートナーとなった。また元長官のマリア・ヒルがバッキーに特別なデータを届けるのを助けた。

### サンダーボルツ参加
「ダーク・レイン」開始後、ノーマン・オズボーンは放棄されたS.H.I.E.L.D.施設内に侵入するヤレナ・ベラーヴァを発見すると、新しいサンダーボルツのリーダーとして雇った。最初ミッションではアントマン、ゴブリン、ドク・サムソンと共に働いた。彼女の正体は変装したナターシャであった。

### ヒロイック・エイジ以降
「ヒロイック・エイジ」が始まるとナターシャはシークレットアベンジャーズに参加した。

## パワーと能力
ブラック・ウィドウは世界クラスのアスリートであり、体操やアクロバット、空中曲芸、武道（空手、柔道、忍術、合気道、サバット、多数の中国武術、ボクシングなど）、射撃術を身に付け、武器の専門知識に長け、幅広い諜報訓練を受けている。また熟練したバレリーナでもある。
スーパーソルジャー血清のレッドルーム版を打たれており、肉体及び精神的な能力は人間の限界以上に強化されている。
俊敏性に関してはオリンピックの金メダリストのそれを上回っている。
身体組織は超人のように拡張され、非常に優れた耐久性、強度、スタミナを兼ね揃えている。反応速度も同様に強化されており、銃弾を至近距離から回避可能である
才能豊かな知性を持っている。精神のコントロール技術を身に付け、完全に本心を隠すことができる。またスティーブ・ロジャースのように複数の情報流を処理し、急激な戦況の変化に対応する能力を有している。
戦術の専門知識を持っており、戦略家・戦術家・現場指揮官としてアベンジャーズやS.H.I.E.L.D.を指揮した。

## 他のバージョン

### ハウス・オブ・M
『ハウス・オブ・M』の世界でのナターシャはソビエト・スーパー・ソルジャーズのメンバーであった。後にシャン・チーのレッド・ドラゴンズのメンバーとして登場し、またS.H.I.E.L.D.のメンバーであると言及された。

### アルティメット・マーベル
アルティメット・マーベル・インプリント下におけるナターシャ・ロマノフは、同世界のアベンジャーズであるアルティメッツのメンバーである。ブライアン・マイケル・ベンディス脚本、テリー・ムーア作画の『Ultimate Marvel Team-Up』第14号（2002年6月）で初登場し、その後マーク・ミラー脚本、ブライアン・ヒッチ作画の『The Ultimates』第7号（2002年9月）より主要キャラクターとなった。

## MCU版
マーベル・シネマティック・ユニバース（MCU）では、スカーレット・ヨハンソンが演じた。ヨハンソンはエミリー・ブラントがスケジュールの都合で降板後にキャスティングされた。日本語吹替は初登場の『アイアンマン2』では佐古真弓が担当していたが、『アベンジャーズ』以降は米倉涼子に変更されている。
本シリーズでは、親しい者たちから“ナット”の愛称で呼ばれる。
本項は、“アース616”（正史の宇宙）におけるナターシャ/ブラック・ウィドウ（初代）を主軸として表記する。

### キャラクター像
スパイ養成プログラム“レッドルーム”に参加して鍛えられたことで、“ブラック・ウィドウ”のコードネームを持つようになった超一級のスパイ。新生児の頃に潜在能力を評価されたことによってレッドルームへ報酬金で引き取られたが、これに同意しなかった母親は取り返そうと執拗に追い続けて、レッドルーム露見を恐れたドレイコフの手にかけられており、そのため実の家族はみな亡くなっている。
1992〜1995年の3年間にはアメリカ・オハイオ州でアレクセイ・ショスタコフ/レッド・ガーディアンやメリーナ・ヴォストコフ、そしてエレーナ・ベロワと潜入任務として市井の家族を演じ、擬似家族でも4人で幸せに暮らしていたが、任務が終了しオハイオ州から脱出すると、降り立ったキューバで抵抗むなしくドレイコフらによってメリーナとアレクセイと引き離された挙句、エレーナや多数の少女たちと共にレッドルームへ引き戻されて、暗殺者に仕立て上げられた。
そのためレッドルーム時代には、アメリカの安全保障の重大な脅威とみなされていたが、暗殺任務を請け負ったクリント・バートン/ホークアイと遭遇した際に、その才能を評価したクリントから“S.H.I.E.L.D.”にリクルートされ、ブダペストでドレイコフがいるオフィスビルをドレイコフの一人娘であるアントニア・ドレイコフを巻き込む形で爆破し、S.H.I.E.L.D.に入隊した経緯がある。このことからクリントとは、性別を超えた親友兼相棒同士の間柄となった。
『アイアンマン2』から『キャプテン・アメリカ/ウィンター・ソルジャー』まではS.H.I.E.L.D.エージェントとして、以降の作品では“アベンジャーズ”のまとめ役・共同リーダーとして登場・活躍する。
幼少期の頃は、アレクセイとメリーナを実の両親同様に慕い、エレーナにも妹として愛し、互いに“秘密の口笛”を優しく吹きあったり彼女に危害が及びそうになると声を上げながら身体を張って守ろうとするなど、血の気の多さも持ち合わせる少女だったが、成人した現代では、妖艶且つ滅多に感情を出さないほど冷静沈着でミステリアスな雰囲気を放つ美女になり、走行中の車内でドレスからS.H.I.E.L.D.でのユニフォームへ堂々と着替える大胆さも持つ。アベンジャーズに加入してからは、僚友たちと親交を深め、チームであることを深く重んじるようになっていく。

### 『ホワット・イフ...?』版
声 - レイク・ベル
日本語吹替 - 樋口あかり
ナターシャ・ロマノフ / ブラック・ウィドウ（アース51825）
“アース51825”におけるナターシャ/ブラック・ウィドウ。正史のナターシャと同様にS.H.I.E.L.D.エージェントであり、この宇宙におけるアベンジャーズ候補の一人でもある。
ナターシャ・ロマノフ / ブラック・ウィドウ（アース89521）
“アース89521”におけるナターシャ/ブラック・ウィドウ。正史のナターシャと同様にアベンジャーズの一員である。
ナターシャ・ロマノフ / ブラック・ウィドウ（アース29929）
“アース29929”におけるナターシャ/ブラック・ウィドウ。正史のナターシャと同様にアベンジャーズの一員であるが、後に“ガーディアンズ・オブ・マルチバース”に加勢する。
ナターシャ・ロマノフ / ブラック・ウィドウ（アース82111）
“アース82111”におけるナターシャ/ブラック・ウィドウ。正史のナターシャと同様にS.H.I.E.L.D.エージェントであり、この宇宙におけるペギー・カーター/キャプテン・カーターと交友関係にある。

### 能力
レッドルームでの過酷な訓練により、英語とロシア語・フランス語・イタリア語・ラテン語・ベトナム語・北京語などを話せる言語力、さまざまな格闘技を取り入れた達人級のマーシャルアーツと、アクロバットやバレエを活かしたオリンピック級アスリート以上の軽業的体操能力による多彩な技を繰り出して敵を倒す戦闘能力、銃火器各種や数多くの近接格闘戦用武器の取り扱いから、コンピューターのハッキング技能、車両各種と数多くの航空機の操縦にまで精通している。更に、アベンジャーズに加入してからは、共同リーダーとして皆をまとめ上げられるほどのリーダーシップも見せる。

### ツール・ビークル
万能リストバンドの“ウィドウズ・バイト”を中心に、近接戦用の武器やハンドガンも多用する。
上記のほかにも、エレーナを守ろうとした幼少期やレッドルームでの訓練ではマカロフ PMを、
“チタウリ”との戦いでダガーナイフやチタウリから奪った“長距離用ライフル”を、インサイト計画の際やレッドルーム本部侵入時には“フォトスタティック・ベール”を、ウルトロン軍団との戦いでは“スティーブ・ロジャース/キャプテン・アメリカが落とした“キャプテン・アメリカの盾”を、タスクマスター（アントニア）との戦いでは彼女の盾や片刃剣、ブダペストでエレーナと乱闘した際にはH&K P30を使用している。ビークルでは、ラーダ・ニーヴァやCCM スピットファイヤー、盗難したBMW・X3 G1とBMW・2 グランクーペ F44、BMW R nine T、PA-28 アロー、Mi-8、レッドルームの輸送機、RnineT スクランブラーなど、多数の車両・航空機を運転・操縦している。

### 各作品での活躍
『アイアンマン2』
日本語吹替 - 佐古真弓（劇場公開版）、冬馬由美（テレビ朝日版）
本作でMCU初登場。
トニーの体調の監視と彼がアベンジャーズの一員に相応しいかどうかの適正調査を行うため、“スターク・インダストリーズ”の法務部の社員“ナタリー・ラッシュマン”と名乗ってトニーに接近。東京でのモデル経験や、ハッピー・ホーガンに強烈な関節技を決めたことでトニーに気に入られ、彼のアシスタントに指名されるが、ペッパー・ポッツからは嫉妬の目を向けられ、トニーの誕生パーティー直前にはトニーからの質問に「好きな人と好きなことをして過ごす」と答えて、彼がパーティーで羽目を外してしまう結果にも繋がったこともあった。
後にニック・フューリーの指示で、孤立してしまったトニーに正体を表し、体調不良の彼に二酸化リチウムを投与するも、トニーとは素性を隠していたことで、やや不仲となってしまう。ヴァンコの陰謀で会場が混乱に陥ると、ジャスティン・ハマーにヴァンコの生存と居場所を自白させ、ハッピーの運転でハマー社研究所に向かい、所内で屈強な男性警備員10人以上を瞬く間に倒し、ヴァンコが操作していたパソコンで“ウォーマシン・アーマー マーク1”を再ハッキングし、ジェームズ・“ローディ”・ローズ/ウォーマシンとトニーを救った。
その事後、任務であったトニーの適正調査の結果報告書をフューリーへ提出する。
『アベンジャーズ』
日本語吹替 - 米倉涼子
本作ではアベンジャーズ結成のために尽力し、自らもチームの一員として強大な敵に立ち向かう。また、ロキによって彼女の過去の一端も口にされる。
冒頭の任務中にゲオルギー・ルチコフらに捕縛され、拷問を受け掛けるが、フィル・コールソンからクリントが連れ去られたことを伝えられると、ルチコフらを一網打尽にし、カルカッタでブルース・バナー/ハルクと対面。話し合いの末彼へ“テッセラクト”捜索依頼を取り付け、“ヘリキャリア”へと案内した。
後にシュトゥットガルトでスティーブやトニーと協力してロキを捕縛し、ヘリキャリアへと連行すると自らロキに尋問を行い、彼がブルース/ハルクを利用して自分たちを瓦解させようとしていると突き止め、ブルースとソーをヘリキャリアから移動させようとするが、そこでトニーたちがS.H.I.E.L.D.の兵器開発を巡って口論したため憤慨・失望する。
しかし、ロキに操られたクリントらの襲撃とハルクの暴走時には彼らを救おうと奮戦し、クリントを正気に戻すことに成功。そしてコールソンの死によって心境が変わり、アベンジャーズとしてニューヨークへ飛び、チタウリの大群に戦いを挑む。戦闘の終盤では、チタウリの“チャリオット”をハイジャックして“スターク・タワー”の頂上に飛び移り、正気に戻ったエリック・セルヴィグと協力し、ロキが落とした“セプター”でワームホールを閉じた。
物語のラストでは、ソーとロキの帰郷を見送り、ブルースに荷物を手渡して、クリントと何処かへと去る。
『キャプテン・アメリカ/ウィンター・ソルジャー』
日本語吹替 - 米倉涼子
本作では、恋愛経験に乏しいスティーブを頻繁にからかうような言動をとるほか、フューリーの死には涙を流し、「S.H.I.E.L.D.に加入して変われると思ったのに、この仕事に向いてないかも」と零すなど、今までになかった内面も見せる。また、本作のヴィランであるバッキー・バーンズ/ウィンター・ソルジャーとも因縁があり、本作の5年前にイランで、任務で救出しようとしていた原子力技師を殺害され、自身も負傷させられていたことが言及される。
冒頭でスティーブを出迎えてS.T.R.I.K.E.に合流し、ジョルジュ・バトロックらにシージャックされた“レムリア・スター”に突入すると、スティーブたちと異なり本船の衛星打ち上げファイルを奪取する任務をフューリーから請け負っていたため、スティーブから詰問された隙に、バトロックを取り逃がす失態を演じてしまった。
重傷を負わされたフューリーが死亡確認と診断された後、USBメモリから得た情報から突き止めた“キャンプ・リーハイ”や、ジャスパー・シットウェルの拉致、市街地での乱闘まで、S.H.I.E.L.D.（内部のヒドラに属する輩）に追われる身となったスティーブと行動を共にした。その最中にウィンター・ソルジャーが放った銃弾をくらって負傷し、S.T.R.I.K.E.に捕縛・連行されるが、マリア・ヒルやフューリーたちに救われ、インサイト計画時には、“世界安全保障委員会”のホーリーに変装してピアースの元に潜入し、フューリーと協力して自身の素性も公になることを覚悟の上で、S.H.I.E.L.D.とヒドラの内部機密を全世界に公開させた。そして銃を向けられながらも、ピアースの打倒にも貢献して、崩れる“トリスケリオン”から脱出しようとするサム・ウィルソン/ファルコンを救った。
S.H.I.E.L.D.壊滅後に参加した上院議会で、今回の一件や過去の経歴について尋問されるが、気丈に啖呵を切って退席し、フューリーを見送ると、スティーブたちにバッキーに関するS.H.I.E.L.D.の資料を手渡して自らも行方を晦ます。
『アベンジャーズ/エイジ・オブ・ウルトロン』
日本語吹替 - 米倉涼子
本作では、ハルクと意思疎通が出来る数少ない人物となり、ハルクをブルースに戻す役割を担っている。ブルースの本心を誰よりも理解しており、彼に想いを寄せ、親密に接する。
アベンジャーズ・タワーでのパーティーでは、ドレス姿でバーテンダーを務める姿も見せた。また、クリントの家族であるバートン一家と交流があり、クリントの子どもたちに懐かれ、仲良く触れ合っていた。更に、ワンダ・マキシモフ/スカーレット・ウィッチから受けた心理攻撃により、レッドルーム時代を悪夢で見せつけられ、バートン家に招かれた際には不妊手術を受けたこともブルースに明かし、彼と逃亡生活に出ることを提案した。
ソウルでの戦闘で、ウルトロンがヘレン・チョに造らせた新たなボディの奪還に成功した替わりに敵に捕まるが、居場所を発信してアベンジャーズに伝え、救出に来たブルース/ハルクと共に再びアベンジャーズとして決戦に参加した。
ウルトロン打倒後は、ブルースの失踪に落ち込む様子を見せながらも、トニーたちが脱退し、新メンバーが加入したアベンジャーズのサブリーダー的存在となる。
『シビル・ウォー/キャプテン・アメリカ』
日本語吹替 - 米倉涼子
本作では、スティーブと共にアベンジャーズの共同リーダーとしてチームをまとめ上げ、“ソコヴィア協定”への問題とペギー・カーターの訃報で若干不安定な心情となったスティーブや、バッキーから受けたダメージに身を屈めるトニーを気遣うなど、まとめ役らしい素振りを見せる。その一方で彼らが騒動を起こして連行された際や、我の強い態度で対峙した際には苦言を呈することもある。
ラゴスでのブロック・ラムロウ/クロスボーンズの一味との戦いにおいて、サムとの連携で生物兵器の奪還には成功するが、複数の犠牲者を出した結果から、ソコヴィア協定への署名には逡巡しながらも、アベンジャーズ存続のために同意し、協定の署名式にチームの代表の公式外交官として参加した。式場であるウィーンの国連事務所で爆破テロが発生してからは、トニーと共にテロ実行の嫌疑がかかったバッキー捜索へあたり、彼と共にスティーブとサムが行方をくらますと、彼らの身柄確保のためにティ・チャラ/ブラックパンサーをスカウトする。
ライプツィヒ・ハレ空港での大乱戦では、スコット・ラング/アントマンやクリントと組手した以外に相手を攻撃することも倒れることも無かったが、最終的にスティーブたちの意を汲んで、彼らを追う同陣営のティ・チャラを足止めする。だが、この件がティ・チャラを通してサディアス・ロスに知られた結果、スティーブたちの協力者と見做されて指名手配されてしまう。“アベンジャーズ・コンパウンド”に戻ると、前述の行いをトニーに非難されるが、自身も彼の難点を指摘して失踪した。
『マイティ・ソー バトルロイヤル』
日本語吹替 - 米倉涼子
本人は未登場。ソーが“クインジェット”に記録されていたソコヴィアでの戦いの時の通信映像を再生する形で登場した。
『アベンジャーズ/インフィニティ・ウォー』
日本語吹替 - 米倉涼子
アベンジャーズの内乱後にはスティーブやサムと共に人知れず反テロ活動の最前線で戦う道を歩んでおり、本作では、変装の一環として髪の色がアッシュブロンドに変わっている。また、彼女の言により、本作に登場しないクリントとスコットの2名は、ソコヴィア協定を受け入れて司法取引を交わし、自宅で軟禁状態にあることが明かされた。
スティーブ、サムと共に、“ブラック・オーダー”に襲撃されたワンダとヴィジョンの危機を救う。アベンジャーズ・コンパウンドでブルースと再会したときは互いに少々よそよそしくなりながらも再会を喜んだ。
ワカンダでの決戦では、ワンダ、オコエと共にプロキシマ・ミッドナイトと戦い勝利するも、その直後に現れたサノスには全く太刀打ちできず、サノスが6つの“インフィニティ・ストーン”の力で発動した“デシメーション”を目の当たりにして愕然となる。
『キャプテン・マーベル』
日本語吹替 - 米倉涼子
本作ではポスト・クレジット・シーンに登場。アベンジャーズ・コンパウンドでスティーブたちと共にフューリーが遺したポケベルを調べており、全世界で消滅してしまった人々の総数を目にしたスティーブの呟きに「悪夢のほうがマシ」と返すと、ポケベルが停止したことを知らされ、これの持ち主だったフューリーの意思を確かめるために再起動を望むも、そこに来訪したキャロル・ダンヴァース/キャプテン・マーベルと出会う。
『アベンジャーズ/エンドゲーム』
日本語吹替 - 米倉涼子
本作では、デシメーションで崩壊しかかった地球の秩序を保とうとするとともに、自身にとって「家族」とも言えるアベンジャーズのヒーローたちを繋ぎとめようと奮闘する。しかしその結果として壮絶な最期を迎えることになる。
物語序盤では、キャロルにより地球に帰還したトニーとネビュラを迎え、その後居場所が判明したサノスを真っ先に倒しに行こうとするキャロルを、チームで動いているアベンジャーズの中心格として諌めながら皆と共に今度こそサノスを倒してインフィニティ・ストーンを奪還しようと決意する。向かった惑星“0259-S”で無抵抗のサノスの討伐には成功するも、6つのストーンは破棄されており、失意に暮れる。
デシメーションから5年後、ローディ、ロケット、ネビュラ、キャロル、オコエと連絡を取り合い、秩序が乱れた地球の治安を守ろうと活動していたものの、現在でもアベンジャーズへの想いを断てずにいた。そこへ“量子世界”から元のサイズの世界へ戻ったスコットからタイムトラベル実現の可能性を知らされ、スティーブと共に消滅した全生命を復活させるためにタイム泥棒を準備し始める。トニー、ブルース、そして自暴自棄から犯罪者の粛清を繰り返すクリントと再会し、ブルースとロケットが説得したソーを含め、再びアベンジャーズの初期メンバー6人と消滅を免れたヒーローたちを集合させる。
タイム泥棒では2014年にタイムトラベルし、同行したローディとネビュラに“パワー・ストーン”の入手を任せると、自身はクリントと共に惑星“ヴォーミア”へ“ソウル・ストーン”の入手に赴いた。だがヴォーミアで遭遇したヨハン・シュミット/レッドスカルから、「ストーンの獲得には愛する者の死が必要」だと教えられ、クリントと互いの命を尊重し、身の投げ合いを繰り広げることになってしまう。最後には自ら崖下に落下し、その死をもってソウル・ストーンがクリントの手中に出現した。
アベンジャーズが6つのストーンを揃えて2023年に帰還するとソーは、インフィニティ・ストーンさえあればナターシャも蘇らせられると発言するが、クリントは「インフィニティ・ストーンの一つであるソウル・ストーン自体が、ナターシャの死によって存在している」と、それを否定。2014年からタイムトラベルしてきたサノスの群勢との最終決戦後にブルースもストーンを使って試したものの、結局ナターシャを蘇生させることはできなかったと述懐している。
『スパイダーマン:ファー・フロム・ホーム』には直接の登場は無いものの、冒頭のミッドタウン高校のニュースチャンネルで、アベンジャーズのヒーローたちの追悼映像に映っている。
『ブラック・ウィドウ』
演 - スカーレット・ヨハンソン（本編）、エヴァー・アンダーソン （幼少期）
日本語吹替 - 米倉涼子（本編）、平山真滉（幼少期）
本作では前述の過去の一端が明らかになり、このことにまつわる擬似家族との再会やレッドルーム及びドレイコフとの決着が、アベンジャーズの内乱が収束して間もなかった頃の出来事として描写される。また、潜伏生活中に『007 ムーンレイカー』を視聴しながら登場人物の台詞をなぞる姿を見せる。
アベンジャーズの内乱直後、ノルウェーのフィヨルドに赴き、自分を追うロスに非難の電話を入れて彼を振り切ると、友人のメイソンの協力を受けて潜伏生活を始めるが、提供された物資に混在していた“レッドダスト”を携えたままの外出中にタスクマスターの奇襲を受けた。自分の動作を完璧に模倣する相手の能力に驚き、フィヨルドに蹴り落とされるが、タスクマスターが狙っていたレッドダストを死守し、九死に一生を得た。
襲撃された理由を突き止めるために、レッドダストの送り元であるブダペストに赴き、かつてクリントとセーフハウスにしていたマンションを訪ねると、エレーナと再会。相手への疑念から牽制し合って乱闘となるも、最終的に互いの事情を理解し、レッドダストを送ったエレーナから暗殺したと思っていたドレイコフとレッドルームが未だに健在であると聞かされ、そこへ“ウィドウズ”やタスクマスターの急襲を受け、市内を2人で逃走。激しい追跡からタスクマスターらを撒くと、怪我の手当てや、ウィドウとなって以降の身の上話などを通してエレーナと姉妹仲を取り戻し、2人でレッドルーム壊滅を決意する。
メイソンから武装一式とMi-8を支給されると、レッドルーム本部の在り処を求めて、アレクセイが収監されている刑務所やメリーナの養豚場に赴き、前者ではアレクセイの脱獄をサポートしたものの、以前から2人には嫌悪感を抱えており、いざ再会するや自身のレッドルームとの決着の話をまともに取り合おうとしないどころか、人格に問題があるようにしか受け取れない彼らのさまざまな言動や態度に直面し失望。単身で戦うことにしようとしたところ、メリーナから自身の出生と実母についての話を聞き、彼女も擬似家族の頃の想いを捨て切れていないことも知ると、2人で密かにレッドルーム本部への侵入計画を立てて、自身はメリーナに変装し、気絶・捕縛させたエレーナとアレクセイを駆けつけたタスクマスターらに引き渡して、空中に浮かぶ本部へと侵入した。
本部の作戦ルームで対峙したドレイコフにすぐさま正体を見抜かれ、タスクマスターの正体がドレイコフ暗殺失敗時に巻き込んでしまったアントニアであることと、“フェロモン・ロック”でドレイコフに手出しできない事実、世界情勢の操作などの実態を突き付けられるも、事前にメリーナから教えられていたフェロモン・ロック対策で自らの鼻筋を曲げることで反撃に成功。駆け付けたウィドウズとの乱戦にも追い詰められるが、エレーナがウィドウズの洗脳を解いたことで難を逃れ、ウィドウズに自分の意思で生きていくことを説いてエレーナと脱出させると、世界中に潜伏する全ウィドウのデータも奪取した。
本部が壊滅をはじめる中に閉じ込められていたアントニアを攻撃される覚悟で解放し、ドレイコフらが搭乗した輸送機を爆破した煽りで本部から転落したエレーナも救うと、なおも襲ってくるアントニアと空中での自由落下から地上での一騎討ちになり、彼女の洗脳も解いて対決を制すると、ドレイコフの最期とかつて爆破に巻き込んだことへの謝罪を告げた。そしてエレーナと“本物の姉妹/家族”だったことを交感し合って、同じく脱出に成功していたアレクセイやメリーナとも蟠りを解いた。そしてロス率いる当局の部隊が接近する中、エレーナたちに世界各地に残っている全ウィドウの解放を託すと同時に、脱出してきたウィドウズやアントニアと共にその場から離脱させ、ロスらと対峙する。
ロスらを振り切った2週間後、髪型をアッシュブロンドのセミロングに変えてメイソンと三度出会うと、クインジェットを提供してくれた彼に感謝しながら「私には“家族”が2つあって、そのうちの1つ（アベンジャーズ）がバラバラだから、彼らを脱獄させてくっつけてみるつもり」と伝え、クインジェットに搭乗して飛び去る。
『ホワット・イフ...?』
声 - レイク・ベル
第3話
アース51825におけるナターシャが登場
第5話
アース89521におけるナターシャが登場。物語の序盤においてゴールデン・ゲート・ブリッジへ向かい、大量発生したゾンビ群に立ち向かおうとしたが、“量子ウイルス”対策を全く講じていなかったことから、大量のゾンビに群がられたことでゾンビ化したことが示唆され、その後の去就は不明。
第8話
アース29929におけるナターシャが登場。
第9話
アース82111におけるナターシャとアース29929におけるナターシャが登場。

## 他のメディアでの登場

### テレビ
- 1975年にブラック・ウィドウとデアデビルのペアを主役としたテレビドラマが企画され、アンジー・ボウイ（英語版）がブラック・ウィドウ役、ベン・カルーザス（英語版）がデアデビル役に抜擢されていた。しかしながらプロジェクトは企画段階でスタジオから却下された[49]。
- 『The Marvel Super Heroes』ではアイアンマンのパートでブラック・ウィドウが登場した。声優はペグ・ディクソンが務めた。
- 『The Super Hero Squad Show』の第1シーズン第12話「Deadly is the Black Widow's Bite」でブラック・ウィドウが登場した。声優はレナ・ヘディが務めた[50]。
- 『アベンジャーズ 地球最強のヒーロー』でブラック・ウィドウが登場した[51]。声優はヴァネッサ・マーシャルが務めた。
- 『アイアンマン ザ・アドベンチャーズ』でブラック・ウィドウが登場した。声優はアシュレイ・ボールが務めた。
- 『Avengers Assemble』でブラック・ウィドウが登場した。声優はローラ・ベイリーが務めた[52]。
- 『アルティメット・スパイダーマン』でブラック・ウィドウが登場した。声優はローラ・ベイリーが務めた。

### その他の映画
- オリジナルビデオアニメ映画『アルティメット・アベンジャーズ』及び『アルティメット・アベンジャーズ2: ブラック･パンサー･ライジング（英語版）』でアルティメット版のブラック・ウィドウが登場した。声優はオリヴィア・ダボが務めた。
- 2004年、ライオンズゲートはナターシャ・ロマノフが登場する映画『Black Widow』がデヴィッド・ヘイター（英語版）によって脚本開発段階にあることを発表した[53]。後にライオンズゲートはプロジェクトを中止した[54]。
- 2013年にビデオアニメ映画『アイアンマン ライズ・オブ・テクノヴォア』でブラック・ウィドウが登場した[55][56]。声優は沢城みゆきが務めた。
- 発売予定のビデオアニメ映画『アベンジャーズ コンフィデンシャル: ブラック・ウィドウ & パニッシャー』ではブラック・ウィドウとパニッシャーがチームを組む。声優はジェニファー・カーペンターが務める[57]。

### テレビゲーム
- 2005年の『Punisher』ではパニッシャーと共闘するノンプレイヤーキャラクター（NPC）の1人として登場した。
- 『MARVEL ULTIMATE ALLIANCE』で登場し、声優はニカ・フッターマンが務めた。
- 『Spider-Man: Web of Shadows』で登場し、声優はサリー・サフィオッティ（英語版）が務めた。
- 『Marvel: Ultimate Alliance 2』でも登場し、ニカ・ファターマンが引き続き声優を務めた。
- 『Iron Man 2』に登場し、声優はキャサリン・カンピオンが務めた[58]。
- 『Marvel Super Hero Squad: The Infinity Gauntlet』ではプレイ可能キャラクターとして登場し、声優はグレイ・デリスルが務めた。
- 『Marvel Super Hero Squad Online』ではプレイ可能キャラクターとして登場し、声優はローラ・ベイリーが務めた。
- Facebookゲーム『Marvel: Avengers Alliance』ではプレイ可能キャラクターとして登場した。
- 2012年の対戦型格闘ゲーム『Marvel Avengers: Battle for Earth』ではプレイ可能キャラクターとして登場した。
- 『リトルビッグプラネット』の「Marvel Costume Kit 5」ではダウンロードコンテンツとして使用可能である[59]。
- MMORPG『Marvel Heroes』ではプレイ可能キャラクターであった[60]。
- 『Lego Marvel Super Heroes』ではプレイ可能キャラクターとして登場し、声優はローラ・ベイリーが務めた[61]。
- 『マーベル VS. カプコン:インフィニット』ではダウンロードコンテンツとして使用可能であり、声優はローラ・ベイリーが務めた。

### 舞台
- 舞台『Marvel Universe: LIVE!』ではアベンジャーズのメンバーとして登場する[62]。

## 評価
ブラック・ウィドウは雑誌『ウィザード』の「偉大なコミックキャラクター」で176位となった。またIGNでは74位となった。『コミックス・バイヤーズ・ガイド』の「コミックで最もセクシーな女性」では31位であった。

## ビブリオグラフィ

### ソロシリーズ
- Black Widow vol. 1, #1–3 (Marvel Comics / Marvel Knights, 1999)
- Black Widow vol. 2, #1–3 (Marvel Comics / Marvel Knights, 2001)
- Black Widow vol. 3, #1–6 (Marvel Comics / Marvel Knights, 2004–2005)
  - Black Widow 2 #1–6 (Marvel Comics / Marvel Knights, 2005–2006)
- Black Widow vol. 4, #1–8 (Marvel Comics, 2010–2011)
- Black Widow vol. 5, 継続中 (Marvel Comics, 2014-)

### その他のシリーズ
- Black Widow: Web of Intrigue  ワンショット (Marvel Comics, 1999, 初期作品のリプリント)
- Marvel Milestones featuring Ghost Rider, Black Widow, and Iceman ワンショット (Marvel Comics, 2005, リプリント)
- Black Widow and the Marvel Girls #1–4 (Marvel Comics, 2010)
- Black Widow: Deadly Origin #1–4 (Marvel Comics, 2010)
- Fear Itself: Black Widow ワンショット (Marvel Comics, 2011)
- Widowmaker #1–4 (Marvel Comics, 2011, Black Widow vol. 4の続編)

### グラフィックノベル
- Black Widow: The Coldest War (Marvel Comics, 1990, 64ページ, ISBN 978-0-87135-643-7)
- Punisher / Black Widow: Spinning Doomsday's Web (Marvel Comics, 1992, ISBN 978-0-87135-736-6)
- Daredevil / Black Widow: Abbatoir (Marvel Comics, 1993, ISBN 978-0-87135-783-0)
- Fury / Black Widow: Death Duty (Marvel Comics, 1995, 64ページ, ISBN 978-0-7851-0156-7)

### コレクテッド・エディション
| タイトル                                          | 収録内容                                                                                               | ISBN           | 発行日         |
| ------------------------------------------------- | --- | -------------- | -------------- |
| Black Widow vol. 1: Homecoming                    | Black Widow vol. 3, #1–6                                                                               | 0-7851-1493-9  | 2005年5月11日  |
| Black Widow vol. 2: The Things They Say About Her | Black Widow 2 #1–6                                                                                     | 0-7851-1768-7  | 2006年6月7日   |
| Black Widow: The Sting of the Widow               | Tales of Suspense No. 52 The Amazing Spider-Man No. 86 Amazing Adventures vol. 2 #1–8 Daredevil No. 81 | 0-7851-3794-7  | 2009年9月2日   |
| Black Widow: Deadly Origin                        | Black Widow: Deadly Origin #1–4                                                                        | 0-7851-4301-7  | 2010年3月17日  |
| Black Widow: Web of Intrigue                      | Marvel Fanfare #10–13 Bizarre Adventures Black Widow: The Coldest War                                  | 0-7851-4474-9  | 2010年4月7日   |
| Black Widow & The Marvel Girls                    | Black Widow & The Marvel Girls #1-4                                                                    | 978-0785146995 | 2010年4月21日  |
| Black Widow: The Name of the Rose                 | Black Widow vol. 4, #1–5 Enter the Heroic Age                                                          | 0-7851-4354-8  | 2011年1月5日   |
| Black Widow: Kiss or Kill                         | Black Widow vol. 4, #6–8 Iron Man: Kiss and Kill                                                       | 0-7851-4701-2  | 2011年8月10日  |
| Hawkeye & Mockingbird / Black Widow: Widowmaker   | Solo Avengers #16–18 Widowmaker #1–4                                                                   | 0-7851-5205-9  | 2011年4月20日  |
| Black Widow: The Itsy-Bitsy Spider                | Black Widow vol. 1, #1–3 Black Widow vol. 2, #1–3                                                      | 0-7851-5827-8  | 2011年11月16日 |
| Marvel's the Avengers: Black Widow Strikes        | Marvel's the Avengers: Black Widow Strikes #1-3                                                        | 978-0785165682 | 2012年9月19日  |
| Captain America and Black Widow                   | Captain America and Black Widow 636-640                                                                | 978-0785165286 | 2013年2月26日  |